# Landkreuzer P. 1500 Monster
Landkreuzer P. 1500 Monster («Сухопутний крейсер P. 1500 Монстр») — німецький надважкий танк часів Другої світової війни, який так і залишився «на папері».

## Основна інформація
Через закриття проєкту на ранній стадії проєктування, не існує точного зображення цього танку. Landkreuzer P. 1500 «Монстр» був проєктом надважкого танку, на якому планувалось встановлення гармати Krupp 800mm Schwerer Gustav, таким чином створювалась САУ небачених розмірів. Він повинен був стріляти снарядами масою 7 тонн на відстань до 37 км. В основному він мав використовуватися проти добре укріплених споруд. У разі побудови, він би легко перегнав Panzer VIII Maus, і навіть величезний Landkreuzer P. 1000 Ratte у розмірі, але потужності двигунів вистачило б для розвитку швидкості лише 10-15 км / год. Він мав би 42 м (138 футів) у довжину, важив би 1500 тонн, мав би передню броню корпусу товщиною 250 міліметрів, 4 суднових V-подібних дизельних двигуна та екіпаж з понад 100 осіб.

## Історія створення
23 червня 1942 Німецькому Міністерству з озброєння був запропонований проєкт Landkreuzer P. 1000 Ratte. Адольф Гітлер зацікавився проєктом та дозволив «втілення в метал» цього танку. У грудні того ж року з'явився новий проєкт — 1500-тонний танк «Монстр» (Landkreuzer P. 1500 Monster). На початку 1943 року Альберт Шпеєр скасував обидва проєкти.

## Опис конструкції
Проєктна маса P-1500 перевищувала усі норми — лише його основна гармата важила майже 500 тонн. Іншим чинником була необхідність сильного бронювання та наявності великої кількості допоміжної зброї. Через величезну проєктну масу перед розробниками з'явилася серйозна проблема — забезпечення машині здатності до пересування як такої.
Спочатку передбачалися використання восьми танкових двигунів Daimler-Benz у силовій установці танку; але вони виявились заслабкими. Після цього розробники вирішили встановити на танк чотири суднових V-подібних двигуни MAN (6500 к.с. кожний), що використовувалися на підводних човнах типу VII. Однак навіть з такою потужною силовою установкою танк не зміг би розвинути швидкість понад 20 км/год, і для його обслуговування треба було б понад 100 осіб екіпажу.

## Можливе військове застосування
Навіть якби танк P.1500 був закінчений, то не знайшов би практичного застосування у військових діях. І хоча його товста броня та потужна артилерія могли б створити проблеми для наземного супротивника — танк був би занадто вразливий для атак авіації, з урахуванням його габаритів та незначну мобільність.
Його просто неможливо було сховати від атак з повітря — ланка штурмовиків з легкістю могла б знищити цього сухопутного гіганта (навіть за умови прикриття його розрахунком ППО), і це було зрозуміло ще на стадії проєктування. Посилене прикриття від авіації було б справою дуже витратною (що за неперевіреними даними і стало причиною для відмови від проєктування цієї вельми дорогої машини, яку можна було б знищити конвенційною зброєю вартістю у сотні разів меншою за сам P. 1500).
Єдиним можливим використанням для подібної машини була б роль далекобійної самохідної гармати — зброї виключно наступальної; оскільки дальність артилерійського вогню до 50 км підходила для руйнування ворожих укріплень.
На початку ж 1943-го року, після поразки під Сталінградом, стало остаточно зрозуміло що час блискавичних наступів для Вермахту минув.